# Joke Bruijs
 (janvier 2019).
Si vous disposez d'ouvrages ou d'articles de référence ou si vous connaissez des sites web de qualité traitant du thème abordé ici, merci de compléter l'article en donnant les références utiles à sa vérifiabilité et en les liant à la section « Notes et références ».
Joke Bruijs, née Johanna Maria Bruijs le 14 janvier 1952 à Rotterdam,, est une actrice, chanteuse, auteure-compositrice-interprète et artiste de cabaret néerlandaise.

## Filmographie

### Cinéma et téléfilms
- 1979 : De Boris En Bram Show : Marie
- 1983 : Drie-in-de-pan (nl) : Roos Uilenburg
- 1986 : Les Blufons(2 épisodes) : Deux rôles (Blossom et Ginseng)
- 1987-1990 : DuckTales : Zwarte Magica
- 1989-1992 : Vreemde praktijken (nl) : Sjaan de Vries
- 1994-2009 : Toen was geluk heel gewoon (nl) : Nel Kooiman
- 1996 : De Zeemeerman (nl) : Mme Romijn
- 2003 : Baantjer : Bianca van het Oever
- 2009-2018 : Goede tijden, slechte tijden : Maria de Jong
- 2012 : Sorry : Martha
- 2014 : Toen was geluk heel gewoon (nl) : Nel Kooiman
- 2016 : De Prinses op de Erwt: Een Modern Sprookje (nl) : Mme Krans
- 2016 : La Famiglia (nl) : Annie van Voorst-Vliegenthart
- 2017 : Sinterklaas & het gouden hoefijzer : Oma

## Discographie

### Albums studio
- 2017 : Young At Heart (sorti le 9 mai 2017)

## Vie privée
De 1977 à 1987, elle fut l'épouse de l'auteur-compositeur-interprète Gerard Cox.